# Hrkovce
Hrkovce jsou obec na Slovensku v okrese Levice. První zmínky o obci jsou z roku 1156. Nachází se zde římskokatolický barokní kostel sv. Kateřiny Alexandrijské a kaple nejsvatějšího spasitele z roku 1900. Obec má 288 (31. 12. 2017) obyvatel, hustota zalidnění je 35,12 obyvatel na km². Na místě obce je archeologické naleziště z doby laténské.

## Polohopis
Obec leží v Ipelské pahorkatině na mokré zaplavované nivě řeky Ipeľ a potoka Štiavnička. 

## Dějiny
Starší osídlení v lokalitě obce potvrzují archeologické nálezy z období paleolitu, eneolitného sídliště s kanelovanou keramikou, sídliště laténské a slovanského z doby velkomoravské. První písemná zmínka o obci je z roku 1156 (Gyrki), kdy zdejší desítek připadl Ostrihomské kapitule, která v roce 1279 získala téměř celou obec. Od roku 1512 obec uvádějí pod názvem Gyerk. V roce 1552 Turci obsadili celé okolí a obec velmi poškodili. Přestože s velkými ztrátami, Hrkovce přes 130leté panování Turků přežili. V roce 1664 již mohli Turci zdanit jen 88 osob obce (mužů nad 15 let). Uprostřed obce stál již v 12. století kostel, který v roce 1808 byl zcela zničen požárem. Spolu s ním shořela i většina domů se slaměnou střechou. Obyvatelé se zabírali zemědělstvím, vinohradnictvím a rybolovem. Později se zde rozšířilo košíkářství. V letech 1938 – 1945 byla obec připojena k Maďarsku. Od 1. ledna v roce 1980 byla přičleněna k Šahám, ale od 1. dubna v roce 1998 se opět stala samostatnou obcí.